# Thin White Rope

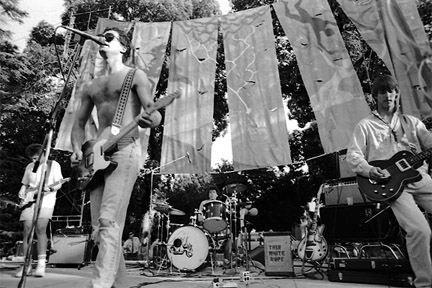
Thin White Rope tijdens een optreden in Davis, Californië.

Thin White Rope was een Amerikaanse rockgroep, die actief was tussen 1984 en 1992. De groep bestond uit Guy Kyser (zang, gitaar), Roger Kunkel (gitaar) en wisselende bassisten en drummers. Kenmerkend voor het groepsgeluid waren Kyser's gespannen, rasperige stem, het inventieve samenspel van de gitaren en het innovatieve gebruik van audiofeedback.

## Achtergrond
De groep had Davis, Californië, als thuisbasis. Guy Kyser studeerde biologie ten tijde van oprichting. In zijn vaak als raadselachtig en onheilspellend ervaren teksten spelen flora, fauna en de woestijn een opvallende rol.
Thin White Rope werd gerekend tot de Paisley Underground en Desert Rock, een beweging van jonge, West-Amerikaanse groepen die beïnvloed waren door psychedelische rock of acid rock uit de jaren zestig en in de muziek een hoofdrol gaven aan de gitaar. 
Ook blues, country en krautrock waren van invloed op Thin White Rope. Ze coverden onder meer werk van Bob Dylan, Roky Erickson, Suicide en Can, al lag de nadruk op eigen composities.
De groep maakte vijf reguliere studio-albums en een live-dubbelalbum. Op de laatste staat het afscheidsconcert dat de band in het Belgische Gent gaf. Thin White Rope kreeg steevast positieve recensies in de pers maar slaagde er niet in om door te breken naar een groot publiek.
Na de split speelde Kyser in de groep Mummy Dogs waarmee hij één album opnam. Kunkel was actief in het Acme Rocket Quartet. Sinds enige tijd spelen Kyser en Kunkel weer samen in één groep, de akoestische bluegrass-formatie Doc Holler.

## Discografie
Studioalbums
- Exploring the Axis (1985)
- Moonhead (1987)
- In the Spanish Cave (1988)
- Sack Full of Silver (1990)
- The Ruby Sea (1991)

Livealbum
- The One That Got Away (1993)

Compilatiealbums
- When Worlds Collide (1994)
- Spoor (1995)

Ep's
- Bottom Feeders (1987)
- Red Sun (1988)
- Squatter's Rights (1991)

Singles
- "Skinhead" (1988)
- "Ants Are Cavemen" (1990)
- "Eye" (1991)
- "Moonhead (live)" (1993)